# 随筆百花苑
随筆百花苑（ずいひつひゃっかえん）は、江戸時代（近世）の未刊行の随筆・日記・紀行文を選び、校訂刊行した叢書。
1979年（昭和54年）から1984年（昭和59年）にかけ中央公論社（全15巻）で刊行された。2018年（平成30年）に電子書籍で再刊（中央公論新社）。

## 概要
編集委員は森銑三・野間光辰・中村幸彦・朝倉治彦、他に近世文学の典籍研究者も編さんに参加している。
題名の由来は、野間が江戸向島の百花園などをヒントにして命名した。
10巻『異本翁草』と11巻『椎の実筆』は抄録であるが、他の52作品は全文を校訂収録（従来は全て稿本・写本でしか読めない作品）した。

## 収録作品
各解説紹介は、本の帯及び解題による。
- 巻1 伝記日記篇一（森銑三責任編集）
  - 在臆話記(上) - 仙台藩士岡鹿門の幕末より明治初年までの体験をその子に語った書
- 巻2 伝記日記篇二（森銑三責任編集）
  - 在臆話記(下) - 国情騒然の時代を不屈の信念に生きた儒者岡鹿門の半生の記録
  - 綏猷堂門人録 - 綏猷堂は岡鹿門の私塾。門人として尾崎紅葉や片山潜の名がみえる。
- 巻3 伝記日記篇三（丸山季夫・朝倉治彦責任編集）
  - 懐宝日札 - 水戸藩小宮山楓軒の郡奉行在任中に随時記した書留
  - 浴陸奥温泉記 - 文政10年（1827年）の二ヵ月間にわたる小宮山楓軒の鳴子温泉湯治旅行日記
  - 寛政七年西遊記 - 小宮山楓軒が師である水戸藩史局総裁立原翠軒の西上に従った紀行日記の前半
- 巻4 伝記日記篇四（頼祺一責任編集）
  - 春水掌緑 - 頼山陽の父で、広島藩儒だった頼春水の日記及び覚書
  - 濃州信州採薬記 - 尾張家中の本草学者大窪昌章の美濃・信濃での採薬紀行
- 巻5 学芸篇（野間光辰責任編集）
  - 年波随草集 - 近世初期の堂上地下の文人の詩文・和歌・発句などの書留
  - 常話雑記 - 大儒浅見絅斎の宝永2年（1705年）から6年（1709年）に至る間の諸話を弟子若林強斎が筆記したもの
  - 醫者雀 - 宝暦頃の医者の評判記
  - 金渓雑輪 - 伊勢国菰野の儒者南川金渓の朝鮮通信使からの聞書及び儒林に関する逸話集
  - 椿園雑話 - 剣菱の醸造元に婿養子で入り不行跡で追われた読本作家伊丹椿園の雑録随筆
  - 陶齋先生日記 - 木村蒹葭堂・頼春水らの書の師である趙陶斎の随筆
  - 愚山雑稿 - 京都の儒者松本愚山の漢詩及び漢文随筆
  - 病間漫筆 - 京都東町奉行与力見習平塚善十郎(飄斎)が病間のつれづれに執筆した自伝的随筆
- 巻6 随想篇（中村幸彦責任編集）
  - 盍簪録 - 古義堂二代、伊藤東涯の和漢にわたる歴史についての随筆
  - 牛の涎 - 江戸深川の儒者小倉無隣による随筆の全文の初紹介
  - 剪燈随筆 - 西宮の儒医勝部青魚の学芸随筆
  - 醇堂漫録 - 幕臣大谷木醇堂の祖父の頂戴した金銀の総入額の記録及び遺事及び自身の半生の自伝
  - かくやいかにの記 - 長谷川元寛が江戸後期の文学作品の原拠を探った考証随筆
- 巻7 風俗世相篇一（朝倉治彦責任編集）
  - 浪花見聞雑話 - なつかしい大阪の市井の物音が聞こえてくるような浪花の地の巷談集
  - 仮寝の夢 - 幕臣諏訪頼武の武芸者の逸話を中心とした見聞記
  - 思ひ出草 - 池田定常が松平冠山の名でその見聞きしたことを書きとめた書
  - 南蘭草 - 池田定常が平常の読書見聞の折々に気づいたことを書きとめた考証随筆
  - 無何有卿 - 日本近世エッセイストの第一流に位する鈴木桃野の随筆集
  - 醉桃庵雑筆 - 鈴木桃野の随筆集。長文の叙事文で統一されており『無何有卿』とは別種の感がある。
  - 桃野随筆 - 鈴木桃野の剪定を経ぬ未整理の草稿を写したものといわれている随筆集。
- 巻8 風俗世相篇二（安藤菊二責任編集）
  - よしの冊子(上) - 松平定信の側近水野為長が柳営・世上の風評を聞くままに記した秘録
- 巻9 風俗世相篇三（安藤菊二責任編集）
  - よしの冊子(下) - 寛政の改革期の江戸城内外の世態巷説を松平定信の側近が記録した貴重な秘録
- 巻10 風俗世相篇四（宗政五十緒責任編集）
  - 異本翁草（抄） - 京都奉行所与力神沢杜口の随筆集『翁草』の異本の抄本
- 巻11 風俗世相篇五（森銑三責任編集）
  - 談笈抜粋 - 主として明和4年（1767年）中の京・大坂における奇談・珍説・佳話を収録した巷談集
  - 矢立墨 - 尾張藩士高力種信（猿猴庵）が書きとめた名古屋周辺及び領国内の風俗
  - 今はむかし - 歌人・国学者である片岡寛光の交遊たちの逸聞集
  - 椎の実筆（抄） - 田安家広敷用人蜂屋椎園の江戸の武家、庶民生活の記録
- 巻12 花街篇（野間光辰責任編集）
  - しろがらす - もと島原の太夫紫雲尼が後輩女郎の為に記した客との思惑、手練手管
  - 洞房古鑑 - 吉原の名主竹嶋春延が記す吉原の歴史・地理・制度・訴訟等百般の記録の手控え
  - 北堂夜話 - 少女時代を深川に送った婦人の昔話の聞書
  - 種くばり - 高柴三雄が描く天保改革によって廃止せられた江戸岡場所の図説
  - 翠箔志 - 祇園・八坂・丸山・宮川町・木屋町・北町各処に散在する茶屋女・白人・藝人等の記録
  - 閑談数刻 - 田川屋駐春亭が記す吉原を賑わせた文人・墨客・芸人の行状・逸話の聞書
  - 筆じゃみせん - 正体不明の文人記露斎龍頭が書いた島原の投節の唱歌の注解書
- 巻13 地誌篇一（大谷篤蔵責任編集）
  - 海陸世話日記 - 船問屋長屋與四郎の『奥の細道』に先立つ二十年前のみちのく見聞記
  - 東行話説 - 勅使に随行した陰陽頭安部家の主土御門泰邦の東海道食べある記
  - 東海済勝記 - 播州高砂の大庄屋三浦迂斎の五ヵ月にわたる東海・奥羽・北陸の旅の記録
  - 諸国廻歴日録 - 佐賀藩士牟田文之助が藩命により関東諸国を剣術修行で回ったときの日録
- 巻14 地誌篇二（朝倉治彦責任編集）
  - 山形棚佐賀志 - 川越の俳人無量庵海壽が山形滞在中にまとめた地誌・風俗の記録
  - 難波噺 - 下総関宿藩士池田正樹が大坂赴任の際書きとどめた日記的随筆
  - 阿古屋之松 - 著者津村淙庵が佐竹藩御用達として、その地久保田に赴いた時の紀行文
  - 歌戯帳 - 蜀山人などの仲間の狂歌師として知られる平秩東作の東北・北海道紀行記
  - 在阪漫録 - 大阪西町奉行として在阪した久須美祐雋が、大阪で見聞するところを書き綴った随筆
  - 平安猶及録 - 京都の儒医上田元沖が、王政一新の後、自ら経験した京の旧習を漢文で詳述したもの
- 巻15 地方篇（中村幸彦責任編集）
  - 享保日記 - 水戸藩大番与力西野正府が、藩の法令や人事異動、地方の世相世相・見聞を記す
  - 蓬生譚 - 豊後日田の国学者森春樹が見聞したことを書いた随筆集
  - 雨中の伽 - 肥前佐賀藩士堤主礼が書いた諸道諸芸の佐賀への流伝及びそれに関わった人達の活動
  - 佐渡奇談 - 佐渡の田中葵園が記した佐渡の関係ある人物の奇行・奇談集
  - 所聞録 - 紀州藩学志賀南岡がその師山本楽所より聞くところを記したもの